# قوجور عليا
قوجور عليا (بالفارسية: قوجور علیا) هي منطقة سكنية تقع في قسم تشاراويماق المركزي في إيران. يقدر عدد سكانها بـ 68 نسمة .